# Murudeshwara
Murudeshwara är ett kloster i Indien.   Det ligger i delstaten Karnataka, i den sydvästra delen av landet, 1 600 km söder om huvudstaden New Delhi. Murudeshwara ligger 19 meter över havet och antalet invånare är 17 938.
Terrängen runt Murudeshwara är platt åt sydost, men åt nordost är den kuperad. Havet är nära Murudeshwara åt sydväst. Runt Murudeshwara är det tätbefolkat, med 511 invånare per kvadratkilometer. Närmaste större samhälle är Bhatkal, 14,3 km sydost om Murudeshwara. Omgivningarna runt Murudeshwara är en mosaik av jordbruksmark och naturlig växtlighet.